# Coupe d'Europe des vainqueurs de coupe féminine de handball 2008-2009
Navigation
Coupe des coupes 2007-2008 Coupe des coupes 2009-2010
La Coupe d'Europe des vainqueurs de coupe de handball féminin 2008-2009 est la 33e édition de la Coupe d'Europe des vainqueurs de coupe de handball féminin, compétition de handball créée en 1976 et organisée par l'EHF.

## Formule
La Coupe des Vainqueurs de Coupe est également appelée C2. Elle regroupe, au 2e tour, 32 équipes. Il est d’usage que les vainqueurs des coupes nationales respectives y participent.

L’arrivée régulière des clubs éliminés de la Ligue des Champions a considérablement relevé le niveau de cette Coupe d’Europe. L’ensemble des rencontres se dispute en matches aller-retour, y compris la finale. 

## Quarts de finale
| Date Aller   | Club                    | Aller   | Total   | Retour  | Club                   | Date Retour  |
| ------------ | ----------------------- | ------- | ------- | ------- | ---------------------- | ------------ |
| 15 mars 2009 | Larvik HK               | 26 - 22 | 54 - 44 | 28 - 22 | Otelul Galati          | 21 mars 2009 |
| 15 mars 2009 | Gjerpen Håndball        | 39 - 33 | 66- 65  | 27 - 32 | Balonmano Parc Sagunto | 21 mars 2009 |
| 15 mars 2009 | Metz Handball           | 20 - 23 | 38 - 46 | 18 - 23 | FCK Handbold A/S       | 21 mars 2009 |
| 14 mars 2009 | TSV Bayer 04 Leverkusen | 23 - 14 | 45 - 30 | 22 - 16 | Levanger HK            | 15 mars 2009 |

## Demi-finales
| Date Aller    | Club                    | Aller | Total | Retour | Club             | Date Retour   |
| ------------- | ----------------------- | ----- | ----- | ------ | ---------------- | ------------- |
| 11 avril 2009 | TSV Bayer 04 Leverkusen | 9-21  | 27-43 | 18-22  | FCK Handbold A/S | 18 avril 2009 |
| 19 avril 2009 | Larvik HK               | 37-23 | 74-43 | 37-20  | Gjerpen Håndball | 18 avril 2009 |

## Finale
| Date Aller | Club      | Aller | Total | Retour | Club             | Date Retour |
| ---------- | --------- | ----- | ----- | ------ | ---------------- | ----------- |
| 9 mai 2009 | Larvik HK | 23-21 | 44-47 | 21-26  | FCK Handbold A/S | 17 mai 2009 |

## Les championnes d'Europe
| Championne d'Europe EHF des vainqueurs de coupe 2009 FCK Handbold A/S 1er titre |